# DeAndre Yedlin
DeAndre Yedlin (Seattle, 9 de julho de 1993), é um futebolista estadunidense que atua como lateral-direito. Atualmente, joga pelo Cincinnati.

## Carreira

### Tottenham
Seu futebol chamou a atenção do Tottenham Hotspur, time que assinou contrato logo após encerrar a Copa, porém, só irá se juntar ao elenco em Janeiro ou Junho de 2015

### Newcastle
Em janeiro de 2015, estreou pelo Newcastle.

## Seleção
Ele é extremamente rápido, super ofensivo, e também ajuda com muita eficácia na marcação, e impressionou a todos por ser incansável no jogo das oitavas de final da Copa do Mundo de 2014, entre Estados Unidos x Bélgica. Mesmo apresentando um futebol magnífico juntamente com o goleiro Tim Howard e o atacante Clint Dempsey, a seleção dos Estados Unidos foi eliminada nas prorrogações com um gol do atacante belga Romelu Lukaku.

## Títulos

### Seattle Sounders FC
- MLS Supporters' Shield: 2014
- Lamar Hunt U.S. Open Cup: 2014

### Newcastle
- EFL Championship: 2016–17

### Inter Miami
- Copa das Ligas: 2023

### Estados Unidos
- Liga das Nações da CONCACAF: 2019–20